# Oberkampf (metropolitana di Parigi)
Oberkampf è una stazione delle linee 5 e 9 della metropolitana di Parigi.

## La stazione
La stazione deve il suo nome alla rue Oberkampf a sua volta denominata in onore di Christophe Philippe Oberkampf (1738-1815), nato in Germania da una famiglia di tintori. Egli divenne celebre per aver fondato, nel 1759, il primo laboratorio di litografie utilizzando delle lastre di rame incise. Questo laboratorio venne creato a Jouy-en-Josas (dipartimento Yvelines) presso Versailles.

## Accesso
- 20, rue de Crussol
- 18, boulevard Voltaire
- 19, boulevard Voltaire
- 43, boulevard Voltaire

## Interconnessioni
- Bus RATP - 56, 96
- Noctilien - N02

## Galleria d'immagini

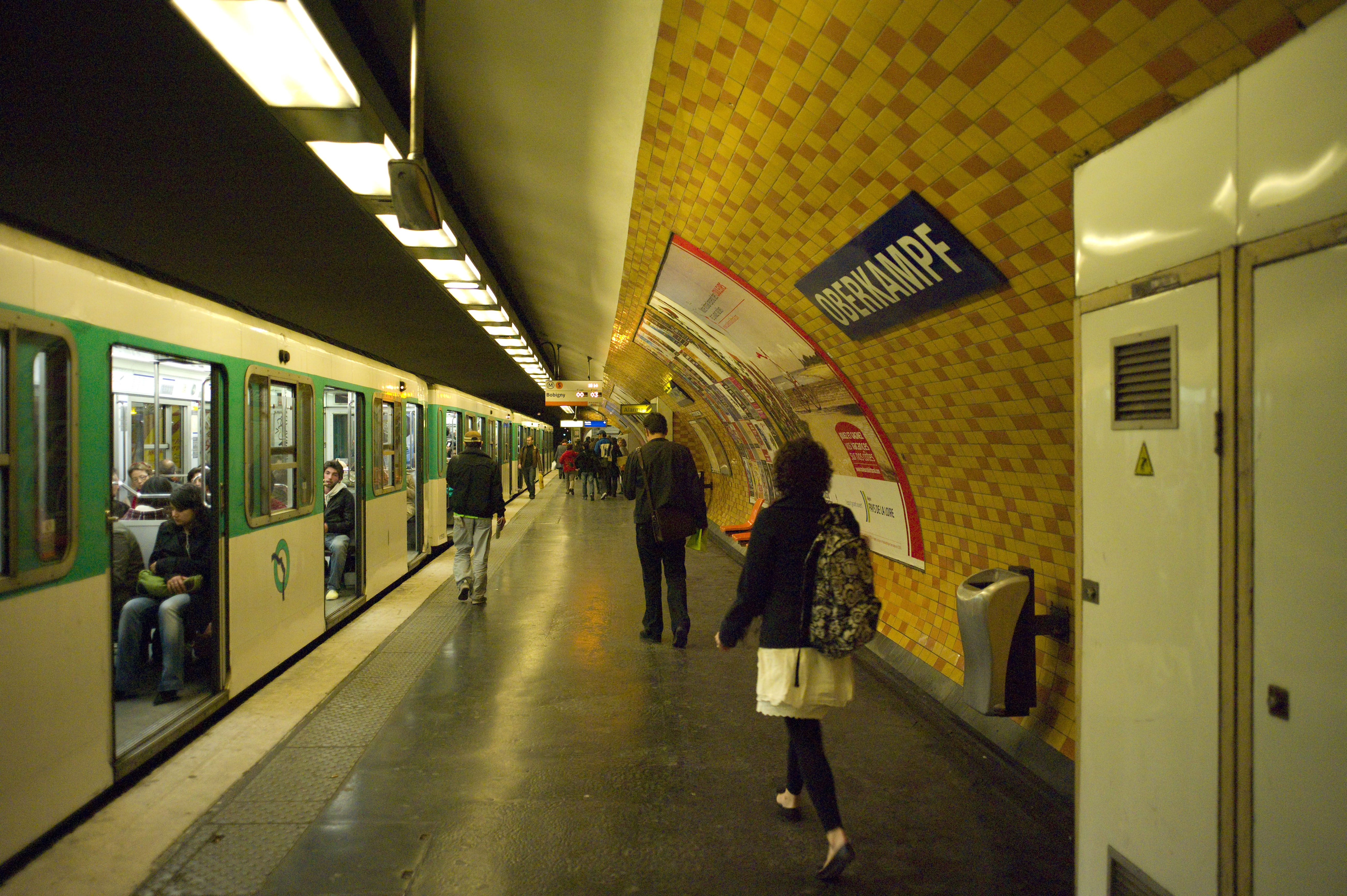
La banchina della linea 5
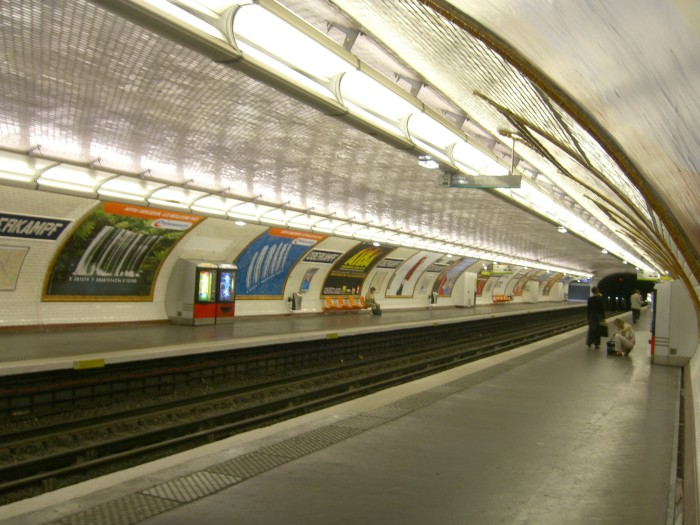
La banchina della linea 9